# ハインリヒ・フォン・ツューゲル
ハインリヒ・フォン・ツューゲル（Heinrich Johann von Zügel、1850年10月22日 - 1941年1月30日）はドイツの画家である。家畜の絵画を得意とした。ミュンヘン美術院の教授も務めた。

## 略歴
シュトゥットガルトに近い、ムルハルト（Murrhardt）で生まれた。1867年にシュトゥットガルトの美術学校に入学し、ベルンハルト・フォン・ネーアー(Bernhard von Neher)、ハインリヒ・フォン・ルスティーゲに風俗画や動物画を学んだ。1869年からミュンヘン美術院に移り、しばらくウィーンに学んだ後、ミュンヘンに戻り、動物画を得意とするアントン・ブライト(1836-1905)に指導を受けた。
1880年代はじめはバイエルンのダッハウ近くの高地の風景を描き始め、野外の風景の中での動物をモチーフにした。オランダやベルギーの沿岸地域を訪れ、フランスも訪れ、印象派の手法を取り入れた。
1893年にベルリンの展覧会で賞を受賞し、1895年にミュンヘン美術院の教授に任じられ、その仕事を1922年まで続けた。弟子にはディル（Otto Dill）、ヘーゲンバルト（Emanuel Hegenbarth）、ユングハンス（ Julius Paul Junghanns）、シャド（Christian Schad）、ザイラー（Julius Seyler）、シュトゥンプ（Wilhelm Stumpf）、エルランゲル（Philipp Erlanger）らがいる。
ミュンヘン分離派の創立メンバーとなり、ドイツ画家協会（Deutscher Künstlerbund）の初期会員であった。

## 作品

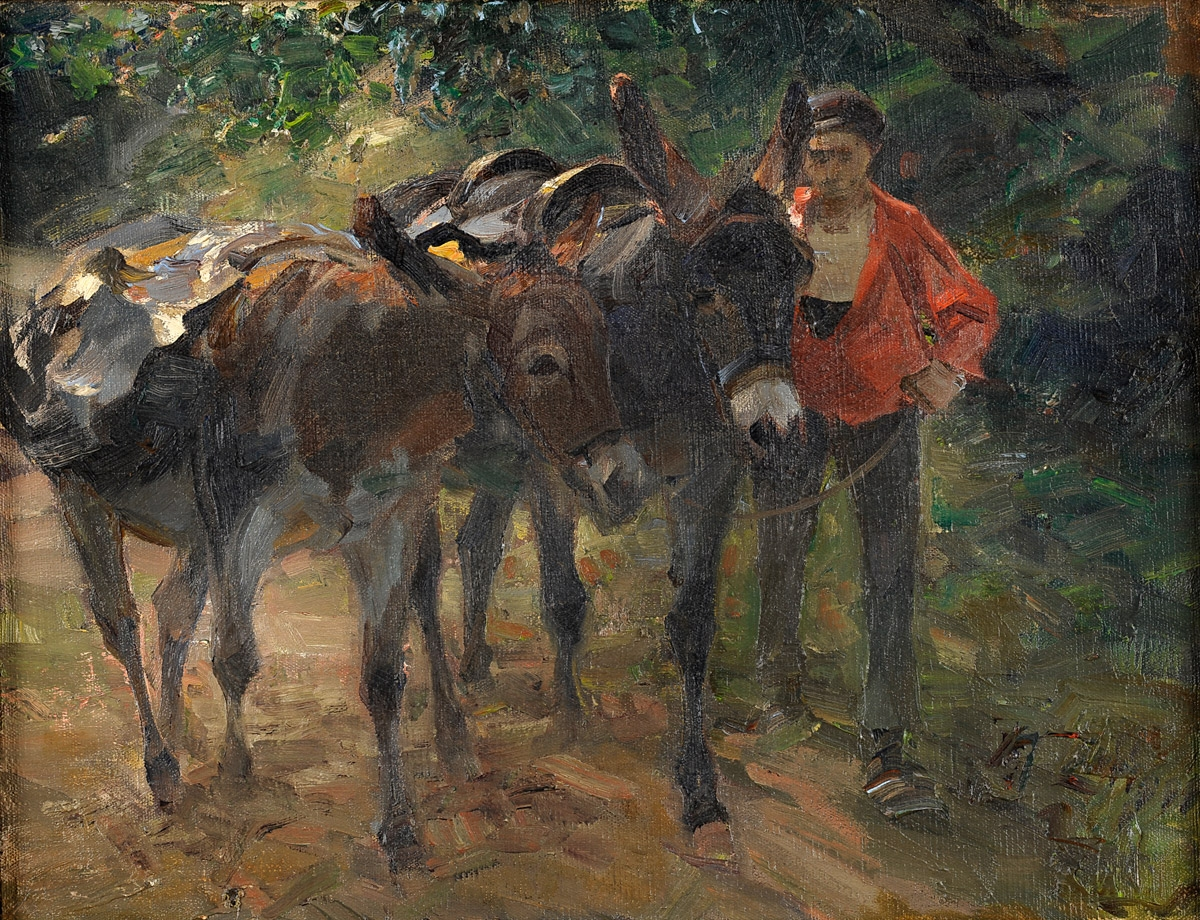
"Auf dem Weg zum Wolkenhof"
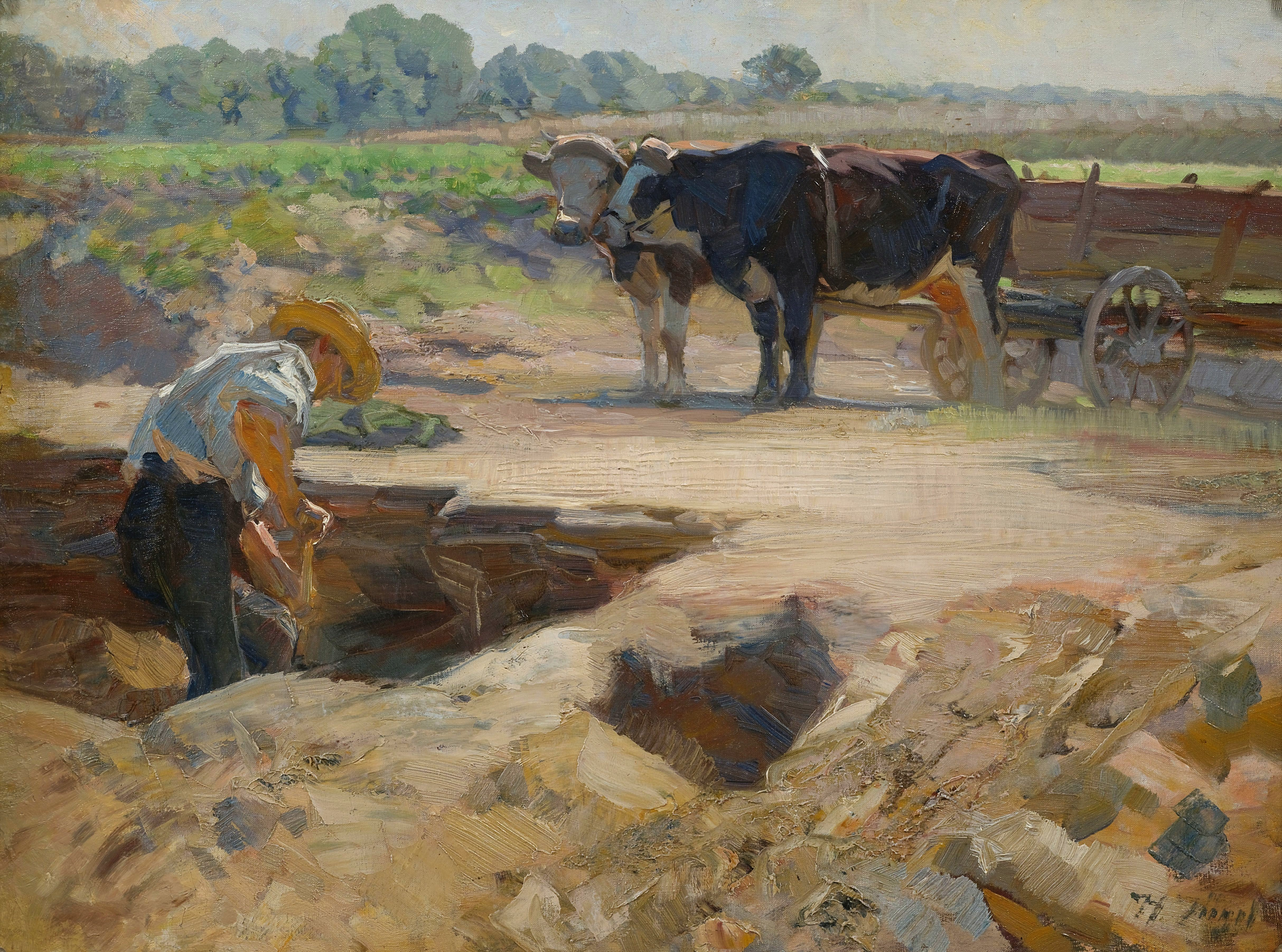
"Torfstecher mit Ochsengespann"
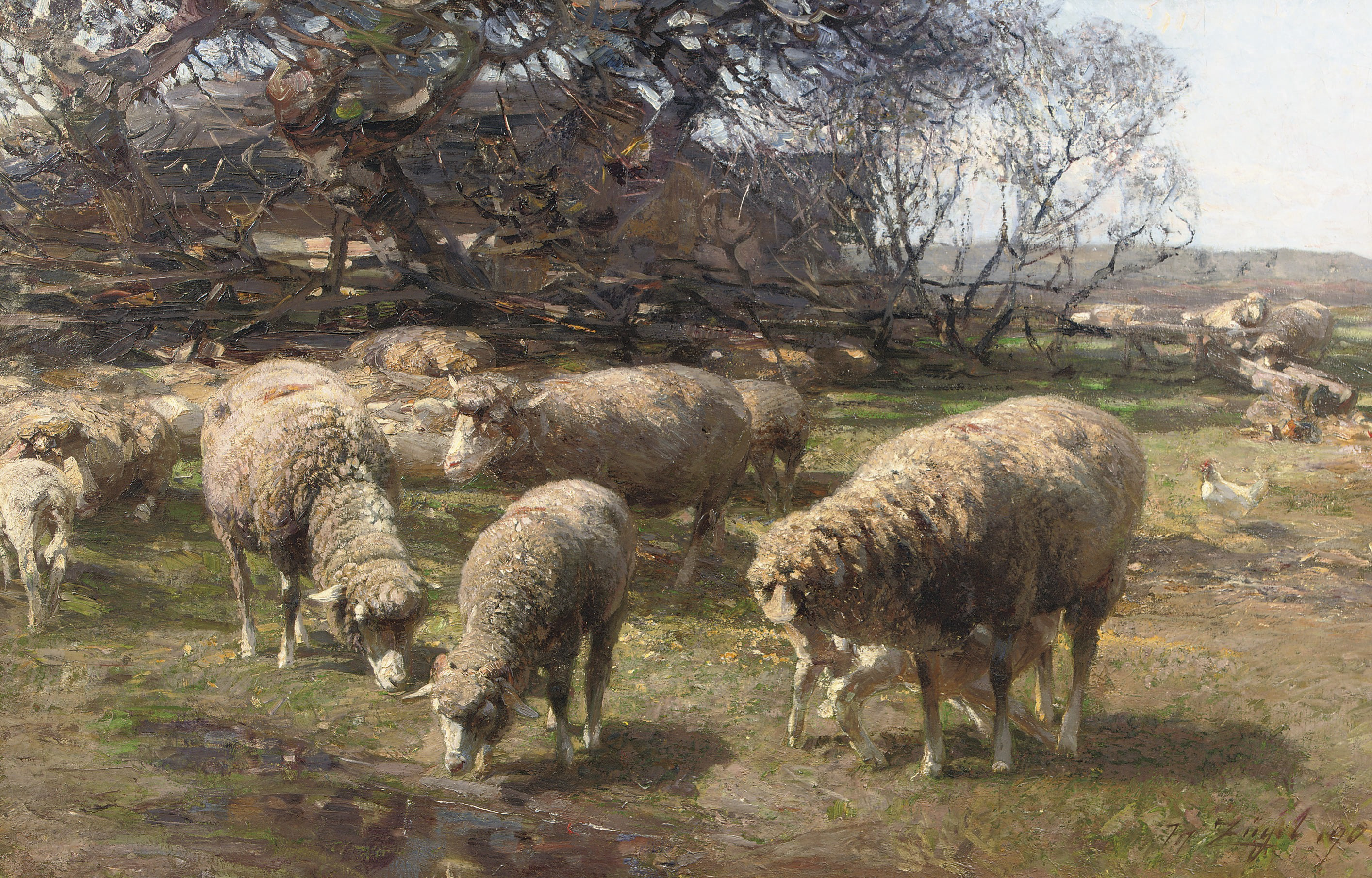
"Sonniger Märzmorgen"(1906)
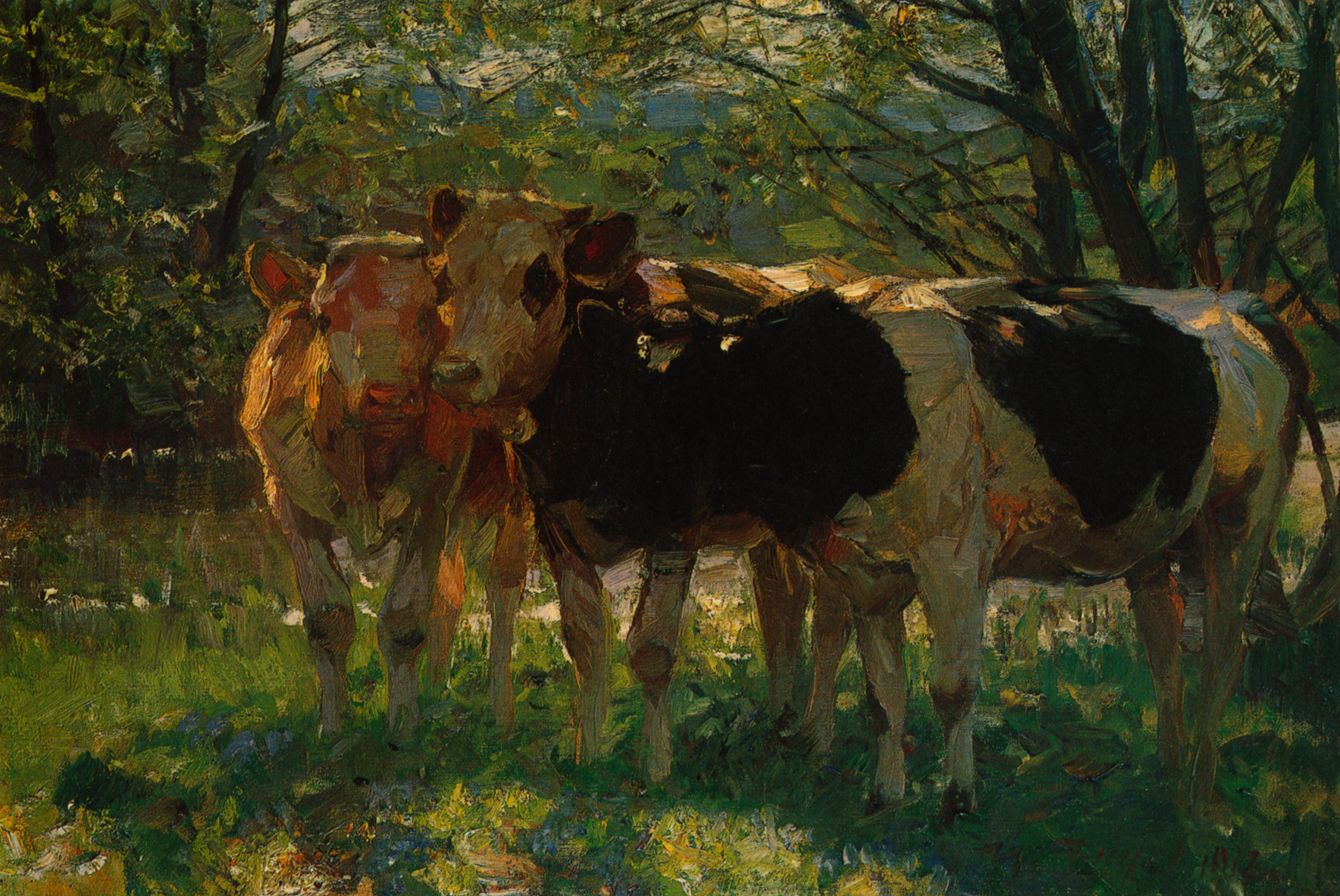
"Drei Jungrinder am Ufer"(1919)
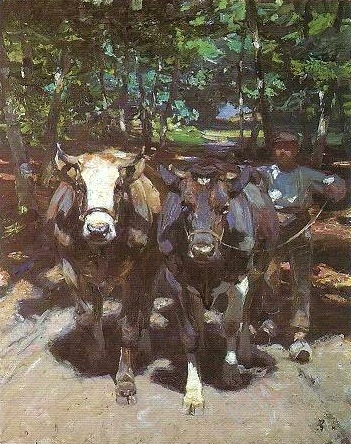
"Through the forest"(1911)
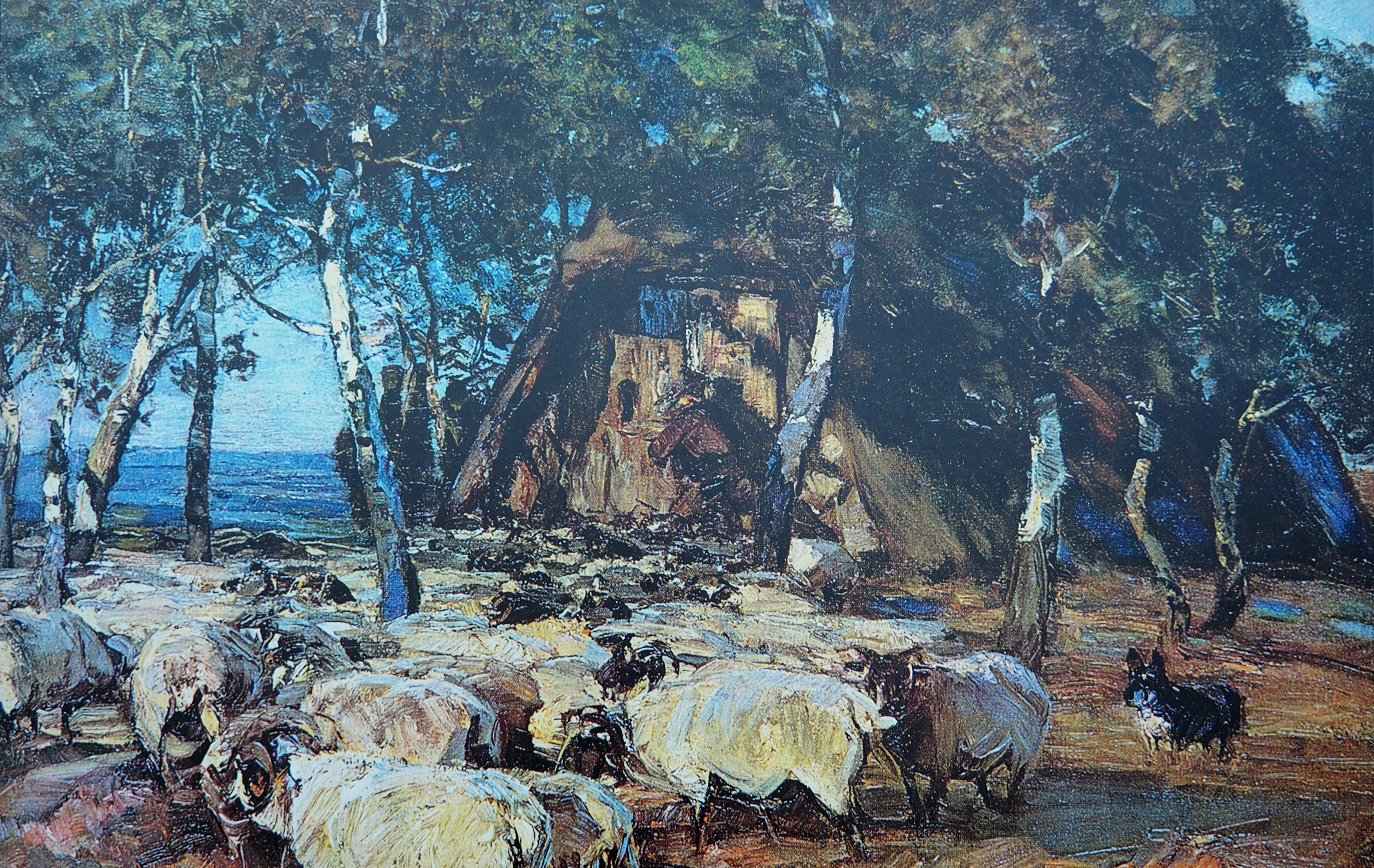
"Heidschnucken vor dem Stall"(1902)